# Evolucionistická antropologie
Evolucionistická antropologie (aplikovaná na kulturu) vychází z biologického základu a především z Darwinovy evoluční teorie (to, co se nazývá darwinismem, ovšem s Darwinovým učením nemá mnoho společného). Východiskem pro evolucionistickou antropologii byl pozitivismus (jediné skutečné poznání je na základě našich smyslů, případně empirických věd). Pro evolucionistickou antropologii je typické vše řadit do předem připravených časových schémat (např. divošství-barbarství-civilizace). Metodologicky je pro evolucionistické antropology (etnology) důležitá srovnávací metoda (co je při studiu dvou odlišných kultur odlišné, to je zajímavé).
Mezi představitele evolucionistické antropologie (evolucionisty) je možné řadit E. B. Tylora, L. H. Morgana, J. Frazera.